# La forza del destino (film, 1950)
Pour l'opéra de Verdi, voir La forza del destino.
Pour plus de détails, voir Fiche technique et Distribution.
La forza del destino est un film italien d'opéra réalisé par Carmine Gallone en 1949, adapté de La forza del destino de Giuseppe Verdi, et sorti en 1950.

## Fiche technique
- Titre : La forza del destino
- Réalisation : Carmine Gallone
- Scénario : Mario Corsi, Ottavio Poggi et Lionello De Felice d'après l'opéra La fuerza del sino de Francesco Maria Piave et Duque de Rivas
- Photographie : Aldo Giordani
- Montage : Niccolò Lazzari
- Société de production : Produzione Gallone
- Pays :  Italie
- Genre : Drame et film musical
- Durée : 100 minutes
- Dates de sortie : 
  -  Italie : 25 janvier 1950

## Distribution
- Tito Gobbi : Don Carlos
- Gino Sinimberghi : Don Alvaro
- Nelly Corradi : Donna Leonora
- Caterina Mancini : Leonora (voix)
- Giulio Neri : Padre Guardiano
- Vito De Taranto : Frà Melitone
- Mira Vargas : Preziosilla
- Cloe Elmo : Preziosilla (voix)
- Pina Piovani : Femme de chambre de Leonora